# Agalagunte, Tumkur
Agalagunte là một làng thuộc tehsil Tumkur, huyện Tumkur, bang Karnataka, Ấn Độ.